# Imukvere jõgi
Imukvere jõgi är ett vattendrag i Estland. Det ligger i den centrala delen av landet, 120 km sydost om huvudstaden Tallinn.